# イルカの豆
『イルカの豆』（イルカのまめ）は、2010年11月13日に公開された日本映画。TWILIGHT FILEシリーズ22作目。主演は大沢樹生。他には夏川純、山本博子、鈴木慶、瀬尾秋子、小林祐紀、玉井聡、小西博之が出演。

## 登場人物
- 風間亮　　　演 – 大沢樹生
- 佐伯小夜　　演 – 夏川純
- 木下由美　　演 – 山本博子
- 野村健太郎　演 – 鈴木慶
- 黒木百々香　演 – 瀬尾秋子
- 黒木龍介　　演 – 小林祐紀
- 黒木達雄　　演 – 玉井聡
- 佐伯善吉　　演 – 小西博之

## スタッフ
- エグゼクティブプロデューサー / 製作 - 神品信市
- プロデューサー - 陶久英治
- アシスタントプロデューサー – 上野順司　MAKIKO
- 監督/脚本 - 吉川忠雄
- 助監督 – 岡田重人
- 撮影 – 笠原晋
- 録音 – 稲住祐平　吉田直恵
- 製作ディレクター – 西村克也　奥村伸也　山多裕生　劔持岳
- 音楽ディレクター - TOSHIMITSU
- 製作 - MIRAI PICTURES JAPAN
- 配給 - MIRAI